# 滨海埃克雷特维尔
滨海埃克雷特维尔（法語：Écretteville-sur-Mer，法語發音：[ekʁɛtvil syʁ mɛʁ]）是法国滨海塞纳省的一个市镇，属于勒阿弗尔区。

## 地理
滨海埃克雷特维尔（49°47'30"N, 0°29'7"E）面积1.89 平方千米，位于法国诺曼底大区滨海塞纳省，该省份为法国北部沿海省份，其西部及北部濒大西洋英吉利海峡，东起顺时针与索姆省、瓦兹省、厄尔省和卡爾瓦多斯省接壤。
与滨海埃克雷特维尔接壤的市镇（或旧市镇、城区）包括：滨海昂克雷特维尔、昂热维尔-拉马尔泰勒、圣埃莱娜-邦德维尔、圣皮埃尔昂波尔。

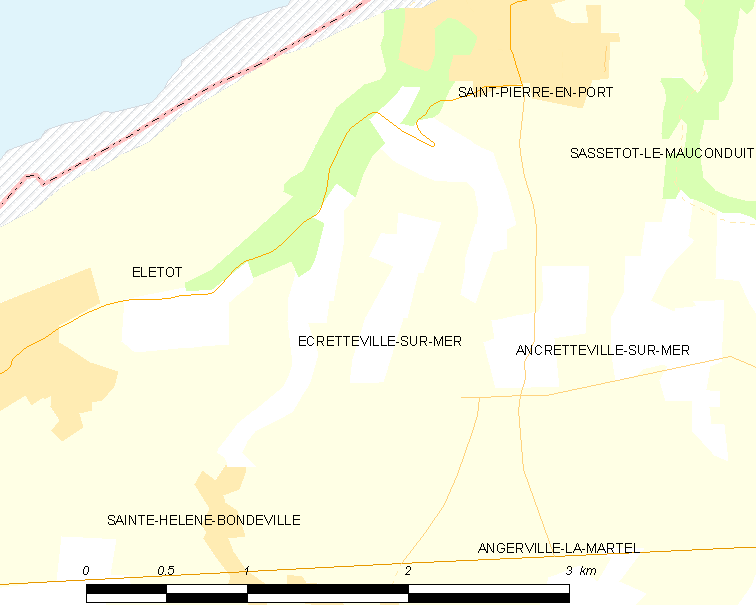
滨海埃克雷特维尔的OSM定位图

滨海埃克雷特维尔的时区为UTC+01:00、UTC+02:00（夏令时）。

## 行政
滨海埃克雷特维尔的邮政编码为76540，INSEE市镇编码为76226。

## 政治
滨海埃克雷特维尔所属的省级选区为费康县。

## 人口

1962-2008年间滨海埃克雷特维尔人口变化图示

滨海埃克雷特维尔于2022年1月1日时的人口数量为147人。